# Il libro delle soluzioni
Il libro delle soluzioni (Le Livre des solutions) è un film del 2023 scritto e diretto da Michel Gondry.

## Trama
Marc è un regista in crisi di creatività. Porta la sua troupe cinematografica in un villaggio delle Cevenne dove vive sua zia, Denise. Lì, riscopre diverse idee, tanto da scrivere un «Libro delle soluzioni».

## Distribuzione
Il film è stato presentato in anteprima il 21 maggio 2023 alla Quinzaine des Cinéastes del 76º Festival di Cannes.